# Swimming
Pour plus de détails, voir Fiche technique et Distribution.
Swimming est un film américain réalisé par Robert J. Siegel, sorti en 2000.

## Fiche technique
- Titre : Swimming
- Réalisation : Robert J. Siegel
- Scénario : Lisa Bazadona, Robert J. Siegel et Grace Woodard
- Production : Linda Moran, Robert J. Siegel, Ciro Silva et Grace Woodard
- Musique : Mark Wike
- Photographie : John Leuba
- Montage : Frank Reynolds et J. Blake Fichera (non crédité)
- Décors : Charlotte Bourke
- Costumes : Laura Sewrey
- Pays d'origine : États-Unis
- Format : Couleurs - 1,85:1 - Stéréo - 35 mm
- Genre : Drame
- Durée : 90 minutes
- Date de sortie : 9 mars 2000 (festival de Santa Barbara)

## Distribution
- Lauren Ambrose : Frankie Wheeler
- Jennifer Dundas : Nicola Jenrette
- Joelle Carter : Josee
- Jamie Harrold : Heath
- James Villemaire : Brad
- Josh Pais : Neil Wheeler
- Sharon Scruggs : Marianne Wheeler
- Joshua Harto : Lance
- Anthony Ruivivar : Kalani
- Russ Ferrari : Nicky Wheeler
- Gage Nettleson : Zack Wheeler
- Joe Roseto : Phil Dunlop
- Jeffrey Ware : Buzz
- Todd A. Kovner : T
- Dennis La White : Jeeper

## Autour du film
- Le tournage s'est déroulé à Georgetown et Myrtle Beach, en Caroline du Sud.
- La chanson America est interprétée par Bree Sharp.

## Distinctions
- Nomination au Grand prix du jury, lors du Festival du film de Floride en 2000.
- Prix de la meilleure actrice pour Lauren Ambrose, lors du L.A. Outfest en 2000.
- Prix Torchlight, lors du Festival du film de Woodstock en 2000.